# Filippo Tipaldi
Filippo Tipaldi (Napoli, 23 marzo 1669 – Portici, 20 febbraio 1748) è stato un vescovo cattolico italiano.

## Biografia
Nato a Napoli da Nicola Tipaldi e Anna Di Benedetto, compì gli studi presso la Sapienza di Roma conseguendo, nel 1717, il dottorato in utroque iure.
Ordinato prete nella cattedrale di Napoli il 20 dicembre 1692, divenne membro della congregazione sacerdotale delle Apostoliche missioni di Propaganda Fide; oltre a dedicarsi alla predicazione delle missioni al popolo, fu confessore dei condannati a morte, confessore delle monache e penitenziere della metropolitana di Napoli.
Fu eletto vescovo di Ariano il 14 giugno 1717 e consacrato a Roma il 20 giugno successivo dal cardinale Lorenzo Corsini.
Da vescovo, dimostrò una grande attenzione alle opere che più interessavano i fedeli: ospizi per i pellegrini, scuole popolari, ristrutturazione di edifici sacri, cura dell'archivio vescovile; ricostruì il palazzo vescovile e il seminario e restaurò la cattedrale danneggiata dal terremoto del 1732.
Compì delle annuali visite pastorali a tutte le parrocchie della diocesi e celebrò trenta sinodi diocesani.
Assistente al Soglio Pontificio dal 1725, nel 1731 fondò un rifugio per donne pentite da cui ebbe origine il conservatorio di San Francesco Saverio e una congregazione di oblate.
Nel 1746, anziano e malato, si ritirò a nella sua residenza di Portici. Morì nel 1748.
Alla sua figura è dedicata la biblioteca generalizia Filippo Tipaldi allestita nel convento delle suore oblate di San Francesco Saverio di Ariano Irpino.

## Genealogia episcopale e successione apostolica
La genealogia episcopale è:
- Cardinale Scipione Rebiba
- Cardinale Giulio Antonio Santori
- Cardinale Girolamo Bernerio, O.P.
- Arcivescovo Galeazzo Sanvitale
- Cardinale Ludovico Ludovisi
- Cardinale Luigi Caetani
- Cardinale Ulderico Carpegna
- Cardinale Paluzzo Paluzzi Altieri degli Albertoni
- Cardinale Flavio Chigi
- Papa Clemente XII
- Vescovo Filippo Tipaldi